# Hypsoides antsianakana
Hypsoides antsianakana är en fjärilsart som beskrevs av Charles Oberthür. Hypsoides antsianakana ingår i släktet Hypsoides och familjen tandspinnare. Inga underarter finns listade i Catalogue of Life.